# Oxygène 7-13
Oxygène 7-13 è l'undicesimo album in studio del compositore francese Jean-Michel Jarre, prodotto nel 1997. È il proseguimento di Oxygène, ed è dedicato al mentore musicale di Jarre, Pierre Schaeffer.

## Il disco
Nonostante il disco sia stato eseguito utilizzando molti degli strumenti utilizzati in Oxygène, e i titoli dei brani e dell'album stesso suggeriscano una continuazione dalla fine dello stesso, molti dei brani di questo disco risultano avere un tempo più veloce e un sound che ricorda vagamente la musica trance. L'album non è stato granché acclamato da pubblico e critica, contrariamente al predecessore.

## Singoli
Oxygène 7, Oxygène 8 e Oxygène 10 sono stati commercializzati come singoli, di cui sono stati eseguiti molti remix, alcuni raccolti nella compilation Odyssey Through O2, altri inclusi nel disco Re-Oxygène, contenuto esclusivamente nel box set The Complete Oxygène, pubblicato nel 2007.
Il singolo Toxygene dei The Orb avrebbe dovuto essere un remix di Oxygene 8, ma è stato rifiutato da Jarre poiché considerato troppo diverso dall'originale. The Orb hanno poi pubblicato il singolo sotto il loro nome e incluso una versione nell'album Orblivion nel 1997.

## Oxygène 2
Il 30 settembre 2016 Jean-Michel Jarre annuncia tramite il sito ufficiale e la pagina Facebook ufficiale l'imminente uscita di Oxygène 3, ovvero "Oxygène 14-20", per il prossimo 2 dicembre in occasione del 40º anniversario dell'album originale. Nel contesto della trilogia, Oxygène 7-13 viene re-intitolato "Oxygène 2". Al momento dell'annuncio Oxygène 7-13 non è disponibile come album a sé stante, e verrà reso di nuovo disponibile solo con il cofanetto della trilogia.

## Tracce
1. Oxygène 7 – 11:41
2. # Parte 1 – 4:20
3. # Parte 2 – 3:43
4. # Parte 3 – 3:38
5. Oxygène 8 – 3:54
6. Oxygène 9 – 6:13
7. # Parte 1 – 1:53
8. # Parte 2 – 1:56
9. # Parte 3 – 2:24
10. Oxygène 10 – 4:16
11. Oxygène 11 – 4:58
12. Oxygène 12 – 5:40
13. Oxygène 13 – 4:27

## Strumentazione
Jean-Michel Jarre ha utilizzato i seguenti strumenti nella registrazione dell'album:
- ARP 2600
- VCS3
- EMS Synthi AKS
- Eminent 310 Unique Organ
- Mellotron M400
- Theremin
- Yamaha CS-80
- Quasimidi Raven
- Digisequencer
- Akai MPC-3000
- Clavia Nord Lead
- Roland JV-90
- Kurzweil K2000
- RMI Harmonic synthesizer
- Korg Prophecy
- Roland TR-808
- Roland DJ-70